# Mary London
L'écrivain français Frédérick Tristan a utilisé le pseudonyme de Mary London entre 1997 et 2006 pour signer dix-neuf romans policiers sous le titre général Les Enquêtes de Sir Malcolm Ivor.
Dans ces romans policiers, l'auteur a utilisé des canevas proposés par son éditeur tout en les transformant à son gré au fur et à mesure de la rédaction.

## Biographie
Les éditions du Rocher qui publient ses romans la présentent comme une « spécialiste du roman à énigme » et poursuivent la mystification en affirmant que « ses romans sont traduits de l'anglais par J.P. Baudricourt ».

## Les enquêtes de Sir Malcolm Ivory
1. La 7e victime (Éd. du Rocher - 2003)
2. La double mort de Thomas Stuart (Éd. du Rocher - 1998)
3. Le crime étrange de Greenwich (Éd. du Rocher - 1998)
4. Le mort de la Tamise (Éd. du Rocher - 1998)
5. Sept Ladies pour un meurtre (Éd. du Rocher - 1998)
6. Un meurtre chinois (Éd. du Rocher - 1997) ; plus tard Un crime chinois
7. Un meurtre chez les Francs-Maçons (Éd. du Rocher - 1998)
8. Un crime trop parfait (Éd. du Rocher - 1999)
9. Le parfum d'un crime (Éd. du Rocher - 1999)
10. Meurtre par superstition (Éd. du Rocher - 1999)
11. Le crime du Corbeau (Éd. du Rocher - 2000)
12. Un crime exemplaire (Éd. du Rocher - 2001)
13. Un crime sans assassin (Éd. du Rocher - 2001)
14. Le meurtre étrange d'Emily Seymour (Éd. du Rocher - 2002)
15. Le meurtre du chat (Éd. du Rocher - 2003)
16. Meurtre chez les collectionneurs (Éd. du Rocher - 2003)
17. Le cadavre disparu (Éd. du Rocher - 2004)
18. Meurtre anglais à Deauville (Éd. du Rocher - 2005)
19. La petite morte de la suite 22 (Éd. du Rocher - 2006)